# Gusan-myeon
Gusan-myeon (koreanska: 구산면) är en socken i stadskommunen Changwon i provinsen Södra Gyeongsang i den sydöstra delen av Sydkorea, 300 km sydost om huvudstaden Seoul. Den ligger i stadsdistriktet Masanhappo-gu.